# Зонховен
Зо́нховен (нидерл. Zonhoven ['zɔnˌɦoːvə(n)]) — бельгийская коммуна, расположенная в провинции Лимбург.
Население по переписи 2011 года составляло 20.816 человек. Общая площадь составляет 39.34 км². Зонховен находится к северу от города Хасселт.

## Политика
Самая большая политическая партия в Зонховене — Open Vld. Коммуной управляет коалиция, состоящая из партий Open Vld и CD&V. Мэр — Джонни Де Раве.

## Картинки
- Molenheide
- De Holsteen